# Evhenia Bosch
Evhenia Bohdanivna Bosch, eller Yevgeniya Bogdanovna Bosh, född Gotlibovna Maysh 23 augusti (g.s.) / 3 september (n.s.) 1879 i Adzhigiola nära Otsjakiv, guvernementet Cherson, död 5 januari 1925 i Moskva, var en sovjetisk politiker. Hon var folkkommissarie för Ukraina 1917–1918 och därmed formellt sovjetrepublikens statschef. 
Bosch tillhörde en familj av tysk-judiskt ursprung och blev aktiv inom den ryska socialistiska rörelsen på 1890-talet. Hon var ordförande för Socialdemokratiska arbetarpartiet 1911–-1912 (RSDRP), men arresterades sedan som politisk fånge och förvisades till Sibirien på livstid. Efter ryska revolutionen blev hon regionalsekreterare och folkkommissarie för Ukraina. Hon avgick i protest mot freden i Brest-Litovsk 1918 eftersom detta avtal tillät Ryssland att ockupera Ukraina. Hon innehade därefter flera olika politiska poster utanför Ukraina. Bosch begick självmord på grund av sjukdom. 